# Courtemont-Varennes
Courtemont-Varennes ist eine französische Gemeinde mit 353 Einwohnern (Stand: 1. Januar 2022) im Département Aisne in der Region Hauts-de-France (frühere Region: Picardie). Sie gehört zum Arrondissement Château-Thierry und zum Kanton Essômes-sur-Marne.

## Geographie
Die Gemeinde Courtemont-Varennes liegt rund zehn Kilometer östlich von Château-Thierry am Südufer der Marne in einer Flussschleife. Durch die Gemeinde verläuft die Eisenbahnstrecke von Château-Thierry über Dormans nach Épernay. Nachbargemeinden von Courtemont-Varennes sind Barzy-sur-Marne auf dem gegenüberliegenden Marneufer im Nordwesten und Norden, Passy-sur-Marne im Osten und Südosten, Reuilly-Sauvigny im Südosten und Süden, Mézy-Moulins im Südwesten, Chartèves im Westen sowie Jaulgonne im Nordwesten.

## Bevölkerungsentwicklung
| Jahr                       | 1962 | 1968 | 1975 | 1982 | 1990 | 1999 | 2011 | 2021 |
| Einwohner                  | 248  | 231  | 226  | 250  | 289  | 295  | 293  | 349  |
| Quellen: Cassini und INSEE |      |      |      |      |      |      |      |      |

## Sehenswürdigkeiten
- Kirche Saint-Denis, die auf das 12. Jahrhundert zurückgeht, mit zwei polychromen Holzstatuen im Chor, seit 1941 als Monument historique klassifiziert (Mérimée PA00115629)
- im 19. Jahrhundert erneuertes Schloss Varennes aus dem 17. Jahrhundert
- drei alte Waschhäuser
- Reste einer Mühle